# Dammit
Dammit är det amerikanska punkrockbandet blink-182s första singel från albumet Dude Ranch. Dammit anses vara en av blink-182 mest uppskattade låtar; den bidrog starkt till att blink-182 blev kända i USA, och låten är även med på blink-182:s Greatest Hits-skiva.